# Понтій Аквіла
Понтій Аквіла (лат. Pontius Aquila; загинув 21 квітня 43 року до н. е. під Мутиною) — римський полководець і політичний діяч, народний трибун 45 року до н. е. Брав участь у вбивстві Гая Юлія Цезаря в 44 році до н. е., загинув під час Мутинської війни, борючись проти Марка Антонія.

## Ім'я і походження
Не збереглося надійних звісток про повне ім'я Понтія Аквіли. Марк Тулій Цицерон, Децим Юній Брут Альбін та Август називають тільки когномен, Гай Азіній Полліон, Светоній, Аппіан та Діон Кассій — номен і когномен. У листах Цицерона згадуються Понтій та Луцій Понтій, але у дослідників немає впевненості в тому, що це Аквіла. Нарешті, в одному латинському написі, знайденому в Сутрії, згадується понтифік Луцій Понтій Аквіла, син Публія; існує гіпотеза, що мова йде саме про Аквілу, який в цьому випадку міг бути родом з Сутрія.

## Біографія
Перші згадки про Понтія Аквілу відносяться до 45 року до н. е., коли він обіймав посаду народного трибуна. Враховуючи його республіканські переконання, дослідники припускають, що в попередні роки Аквіла брав участь в громадянській війні на боці Гнея Помпея Великого, а в полі зору джерел не потрапив тільки тому, що не належав до кола спілкування Марка Туллія Цицерона. Сергій Утченко навіть називає його «видатним помпеянцем».
Як народний трибун, Аквіла продемонстрував свою прихильність республіканським традиціям. Згідно Светонію, коли диктатор Гай Юлій Цезар під час свого тріумфу проїжджав повз трибунської лави на форумі, Понтій не встав, щоб його привітати. Цезар вигукнув обурено: «Не повернути тобі й республіку, Аквіла, народний трибун?» «І ще багато днів, даючи кому-небудь якусь обіцянку, він неодмінно говорив: „Якщо Понтію Аквілі це буде вгодне“». На думку антикознавця Рудольфа Гансліка, диктатор відреагував на демарш Понтія так загострено тому, що побачив у трибуні принципового опозиціонера.
Аппіан та Діон Кассій називають Аквілу серед змовників, які 15 березня 44 року до н. е. закололи Цезаря під час засідання сенату. На початку 43 року до н. е., коли цезаріанець Марк Антоній виступив проти республіканця Децима Юнія Брута Альбіна, який правив тоді Цизальпійською Галлією, і почав таким чином Мутинську війну, Понтій як легат виступив на стороні Брута. Діючи на чолі окремого загону, він взяв в кінці січня місто Клатерна, потім розбив при Полленції Тіта Мунація Планка Бурсу (легата Антонія). У квітні Аквіла рушив на допомогу Мутині, в якій Антоній взяв у облогу Брута. 21 квітня, об'єднавши свої сили з консулом Авлом Гірцієм і пропретором Октавіаном, він спробував прорватися в місто; ворогові довелося відступити, але Аквіла загинув у сутичці разом з Гірцієм.
У Римі Понтій удостоївся за ініціативи Цицерона вищих посмертних почестей — урочистих похоронів коштом держави та встановлення пам'ятників у публічних місцях.